# Ulises (poema)
Ulises es un poema en verso blanco del poeta británico victoriano Alfred Tennyson (1809–1892), escrito en 1833 y publicado en 1842, como parte del segundo volumen de los poemas de Tennyson. Frecuentemente citado en la literatura inglesa, el poema se usa con cierta asiduidad para ilustrar la estructura del monólogo dramático; en su contenido, Ulises relata a una audiencia indefinida su descontento y nerviosismo al regresar a su reino, Ítaca, tras haber concluido una serie de viajes lejanos como parte de su exilio. En el ocaso de su vida, Ulises anhela volver a viajar y explorar, a pesar de haberse reencontrado con su esposa Penélope y su hijo Telémaco.
El personaje de Ulises (del griego, Odiseo Ὀδυσσεὺς) ha sido abordado a nivel mundial en la literatura; las aventuras de Odiseo se concibieron por primera vez en Ilíada y Odisea, ambas relatadas por Homero (800-600 a. C.). Aunque Tennyson hace uso de la narrativa de Homero en su poema, varios críticos especializados consideran que el personaje de Tennyson alude al Ulises de La Divina Comedia, escrita por Dante Alighieri en 1320, en donde aquel es condenado al infierno junto con los falsos consejeros, tanto por su búsqueda del conocimiento más allá de los límites humanos, como por la primacía de sus aventuras sobre la atención a su familia.
En la mayor parte de esta historia, los lectores ven a Ulises como un hombre heroico y decidido, que es admirado por su determinación «para luchar, explorar, encontrar y no rendirse nunca». La opinión que Tennyson tenía para crear a un personaje heroico, fue una idea que estuvo basada en sus declaraciones sobre el poema en sí y en los acontecimientos de su vida —particularmente, la muerte de su amigo más cercano—; todos ellos fueron aspectos que lo incitaron a escribir el poema. En el siglo XX comenzaron a surgir interpretaciones de Ulises por parte de expertos literarios, las cuales destacaron un cierto potencial de ironía en el texto; por ejemplo, los críticos argumentaron que Ulises deseaba abandonar su reino y su familia de manera egoísta, además de poner en tela de juicio los rasgos más positivos del personaje, comparándolo con otros personajes imperfectos de obras anteriores.

## Sinopsis y escritura
Al comienzo del poema, Ulises regresa de vuelta a su hogar situado en el reino de Ítaca, tras un largo y agitado viaje después de combatir en la Guerra de Troya. Al confrontarse de nuevo con la vida doméstica, Ulises expresa su falta de alegría e indiferencia hacia la «raza salvaje» que comanda, además de contrastar su inquietud y aburrimiento con su heroico pasado. En medio de esta percepción general, contempla su avanzada edad y su cercana muerte —«Una vida sobre otra sería del todo insuficiente, y de la única que tengo me queda poco»— y ansía poseer más experiencia y conocimiento. Su hijo, Telémaco, habría de heredar el trono que Ulises deje vacío al morir. A pesar de que Ulises da por hecho que su hijo será un rey a la altura de las circunstancias, parece tener poca empatía hacia él —«Él hace lo suyo, yo, lo mío»— así como hacia los métodos necesarios de administración —«con prudente paciencia» y «para llevarlos lentamente».— En la parte final, Ulises se dirige a los marineros y los convoca a unirse a él en otra aventura, sin garantía alguna en cuanto al destino que les espera, pero intentando regresar a su heroico pasado:

[...] Come, my friends,

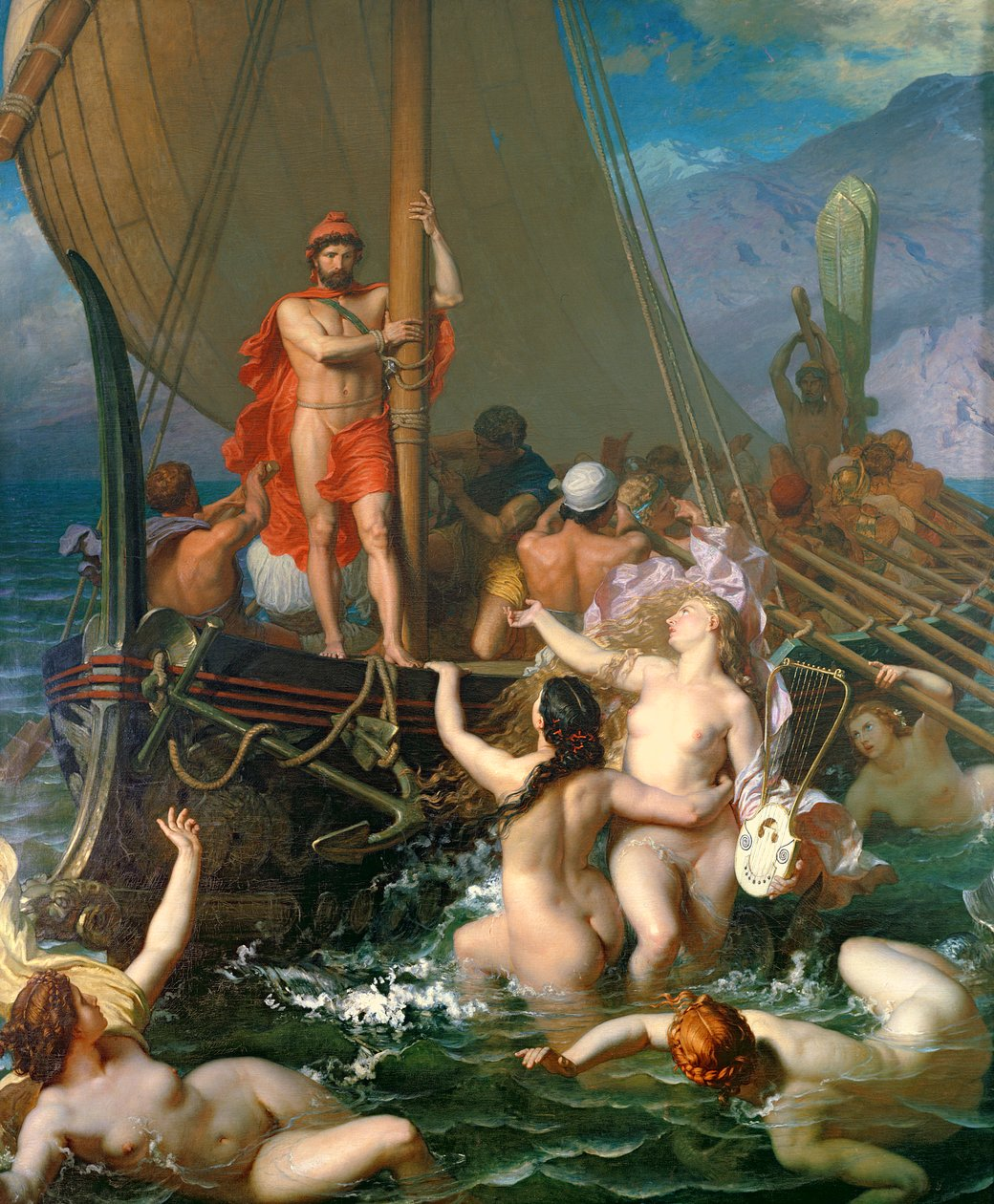
Odiseo durante una parte de su viaje tratando de vencer la atracción de las sirenas. (Museo de l'Hotel Sandelin, Saint Omer, Francia).

'Tis not too late to seek a newer world.

Push off, and sitting well in order smite

The sounding furrows; for my purpose holds

To sail beyond the sunset, and the baths

Of all the western stars, until I die.

It may be that the gulfs will wash us down:

It may be we shall touch the Happy Isles,

And see the great Achilles, whom we knew.
[...] Venid amigos míos.

No es demasiado tarde para buscar un mundo nuevo.

Zarpemos, y sentados en perfecto orden hiramos

los resonantes surcos, pues me propongo

navegar más allá del poniente y el lugar en que se bañan

todos los astros del occidente, hasta que muera.

Es posible que las corrientes nos hundan y destruyan;

es posible que demos con las Islas Venturosas,

y veamos al gran Aquiles, a quien conocimos.

### Prosodia
El lenguaje del orador es austero y vigoroso, y expresa los contradictorios estados de ánimo de Ulises en su búsqueda de continuidad entre su pasado y su futuro. A menudo hay un marcado contraste entre el sentimiento de las palabras de Ulises y el tono con el que las expresa. Por ejemplo, el persistente pentámetro yámbico es interrumpido a menudo con espondeos (pies métricos de la poesía griega y latina que consisten en dos sílabas largas), que frenan el ritmo del poema; el laborioso lenguaje pone en duda la fiabilidad de los sentimientos de Ulises. En este contexto cabe destacar las líneas 19-21:

[...] Yet all experience is an arch wherethro'

Gleams that untravell'd world, whose margin fades

For ever and for ever when I move. (19–21)
[...] y, sin embargo, toda experiencia es un arco a través del cual

se vislumbra un mundo ignoto, cuyo horizonte huye

una y otra vez cuando avanzo.

Observando su tedioso efecto prosódico, el poeta Matthew Arnold recalcó, «sólo estas tres líneas consumen tanto tiempo como un libro entero de la Ilíada».
Muchas de las cláusulas del poema desembocan en la siguiente línea; este encabalgamiento pone de relieve la inquietud e insatisfacción de Ulises.

### Estructura
Las setenta líneas del poema en verso blanco son presentadas como un monólogo dramático. Los estudiosos no están de acuerdo en cómo funciona el lenguaje de Ulises en este formato; no está del todo claro a quién dirige Ulises su discurso, si es que lo dirige a alguien, ni desde qué lugar. Algunos opinan que el verso pasa de un monólogo a un llamamiento al público, cuando parece que Ulises habla consigo mismo en el primer movimiento, para luego dirigirse a la audiencia cuando presenta a su hijo, y finalmente reubicarse en la costa para dirigirse a los marineros. En este sentido, el lenguaje honesto y directo de la primera estructura rítmica contrasta con la carga política de las últimas dos estructuras rítmicas. Por ejemplo, la segunda estrofa (33–43) sobre Telémaco, donde Ulises medita, una vez más, sobre la vida familiar, es una «versión revisada [de las líneas 1-5] para el consumo público»: una «carrera salvaje» es cambiada por «gente con problemas».
Las «irónicas interpretaciones» de Ulises pueden ser el resultado de la tendencia actual de considerar al narrador de un monólogo dramático como «poco fiable». De acuerdo con el crítico Dwight, el poema ha sido víctima de lecturas revisionistas en las que el lector espera reconstruir la verdad de las revelaciones accidentales y engañosas del narrador. El propio Culler ve en Ulises una dialéctica donde el narrador sopesa las virtudes de una acercamiento contemplativo y activo de la vida; Ulises se mueve a través de cuatro fases emocionales que son autorreveladoras, y no irónicas: comenzando con su rechazo a la improductiva vida a la que ha vuelto en Ítaca, es entonces cuando, con cariño, recuerda su heroico pasado, reconociendo la validez de los métodos de gobierno de Telémaco, y con estos pensamientos planea un nuevo viaje.

### Historia de su publicación
Tennyson completó el poema el 20 de octubre de 1833, pero no fue publicado sino hasta 1842, en su segunda colección compilatoria titulada como Poems. A diferencia de muchos otros grandes poemas de Tennyson, Ulises no fue revisado tras su publicación. Originalmente, el poema de Tennyson estaba compuesto por cuatro estrofas, pero el poema fue impreso sólo con la tercera y la cuarta estrofa, esta estructura afectó significativamente el análisis de la narración de Ulises. A lo largo de tres párrafos, el poema se subdivide en las líneas que van de la 33 a la 44; en tanto que el cuarto párrafo, contiene cinco líneas introductorias, las cuales sirven como una estrofa en sí. En esta versión de cuatro estrofas, la primera y la tercera abarcan temas paralelos, pero pueden leerse como monólogos interiores y exteriores, respectivamente.

## Interpretaciones

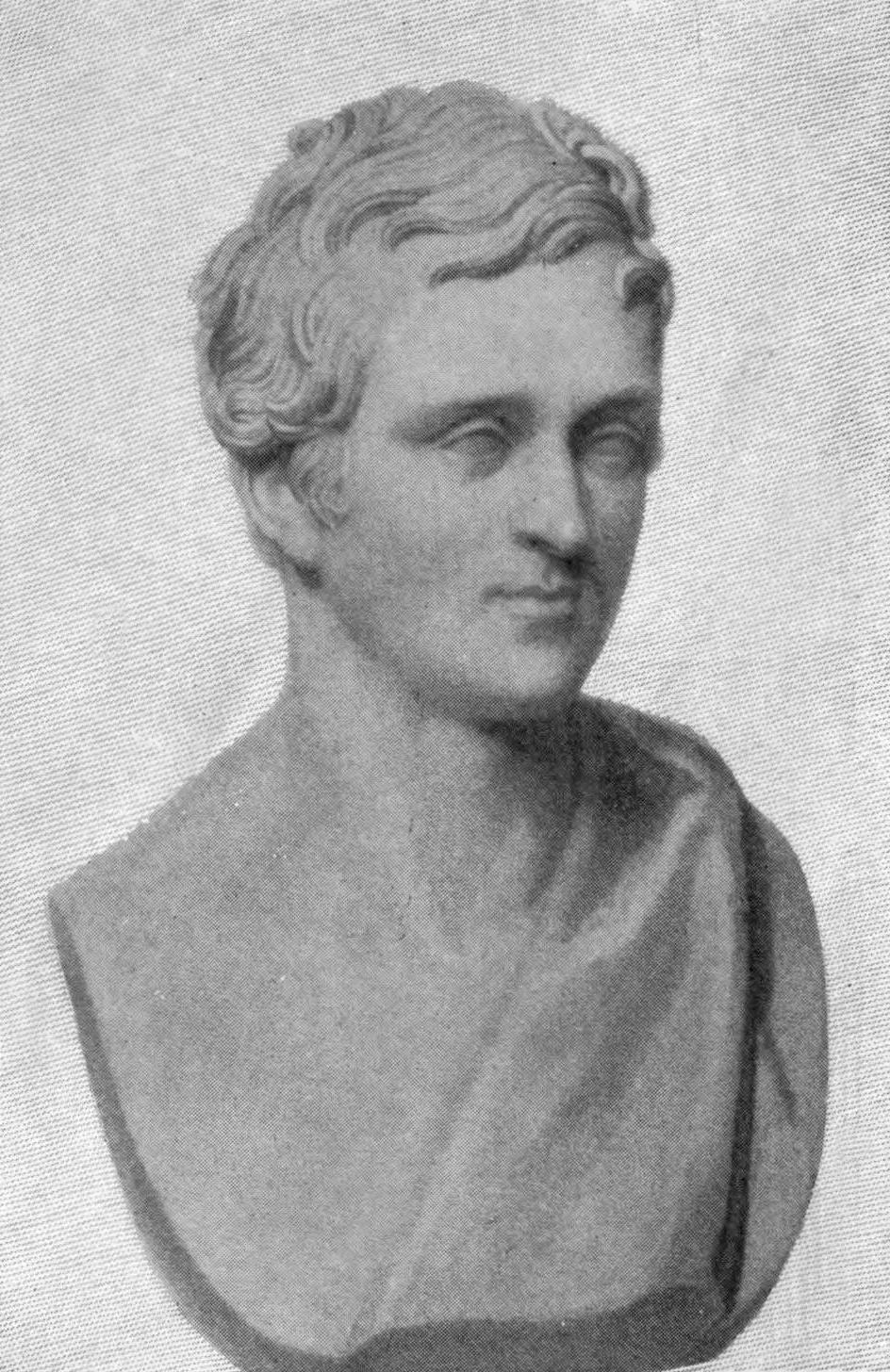
Ulises fue escrito después de la muerte del amigo más allegado de Alfred, Arthur Henry Hallam (1811-1833).

### Elementos bibliográficos
Tennyson escribió Ulises después de la muerte de su amigo más allegado de la Universidad de Cambridge, el poeta Arthur Henry Hallam (1811-1833), con quien tenía un fuerte vínculo emocional. Los dos amigos pasaban mucho tiempo discutiendo aspectos poéticos y filosóficos y, viajando hacia el sur de Francia, a los Pirineos y a Alemania, Tennyson consideró que Arthur estaba destinado a la grandeza, posiblemente como un estadista.
Cuando Tennyson supo de la muerte de su amigo el 1 de octubre de 1833, se encontraba en Somersby, Lincolnshire, Inglaterra, en una estancia donde vivía su madre y nueve de sus diez hermanos. Su padre murió en 1831, por lo que el retorno de Tennyson fue necesario para que él tomara las responsabilidades dentro de su familia. Los amigos de Tennyson estaban cada vez más preocupados por su salud física y mental durante dicho período. La familia tenía pocos ingresos financieros y tres de los hermanos de Tennyson, Edward, Charles y Septimus, eran perturbados mentales. Sin embargo, Tennyson mantuvo una actitud positiva ante la vida, adaptándose a sus nuevas responsabilidades domésticas, recuperando el contacto con sus amigos y publicando su primer libro en 1832, hasta que llegó la desafortunada noticia sobre la muerte de Hallam. Tennyson compartió la tristeza con su hermana Emilia, novia de Hallam.
De acuerdo con la experta victoriana Linda Hughes, el abismo emocional entre el estado de sus asuntos domésticos y la pérdida de tan estrecha amistad es determinante para la lectura de Ulises —especialmente, los temas domésticos. En cierto momento, el descontento de Ulises pareció reflejar la del propio Tennyson, que se habría frustrado por tener que ocuparse de la casa en tal estado anímico. En otro momento, Ulises está determinado a ir más allá de su edad y su entorno para volver a viajar. Puede ser que la determinación de Ulises en desafiar a las circunstancias sirviera de imán para Tennyson hacia esta leyenda; él menciona que el poema «le dio el sentimiento y la necesidad de continuar, de seguir y de enfrentar la vida». En otra ocasión, el poeta dice: «Averiguarán más sobre mí en Ulises, escrito bajo el sentimiento de pena y de pérdida absoluta, pero aun así se ha de luchar por la vida hasta el final. Se escribió más con el sentimiento de pérdida —de Hallam—, que por muchos de los poemas de In Memoriam». La muerte de Hallam influenció buena parte de la poesía de Tennyson, incluyendo su trabajo posiblemente más estimado, In Memoriam A.H.H., comenzado en 1833 y fue terminado diecisiete años más tarde. 
Otros críticos piensan que las faltas de concordancia estilizadas entre el poema y su autor hacen de Ulises un poema excepcional. W. W. Robson escribió, «el responsable ser social, el individuo admirablemente serio y comprometido, está expresando vigorosos sentimientos con la pluma de Tennyson, el menos vigoroso, solitario y rudo de los poetas». Robson encontró las dos notorias personalidades de Tennyson, el «responsable ser social» y el «poeta melancólico», características que están presentes en el propio Ulises, aunque no puedan reconocerse recíprocamente en el texto.

### Contexto literario

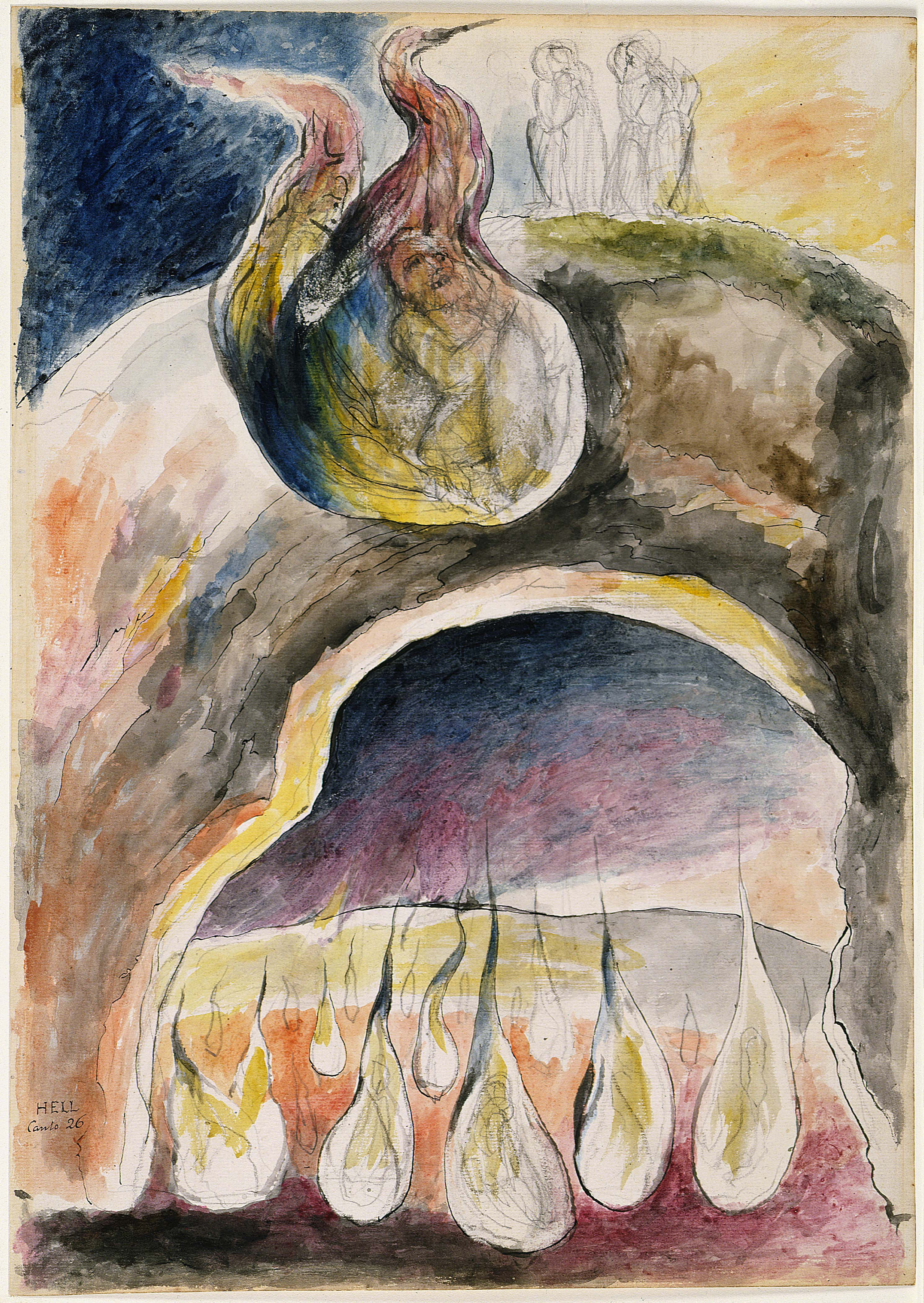
En una de las acuarelas de William Blake, quien ilustró el Infierno de Dante, Ulises y Diomedes fueron condenados al Octavo Círculo.

Tennyson adopta aspectos del personaje y de la narrativa de Ulises de muchas fuentes. Su trato de Ulises es la primera narrativa contemporánea—antes que él, el poeta de la Antigua Grecia, Homero, introdujo al personaje (llamado Odiseo en griego, y muchos poetas posteriores utilizaron a dicho personaje, entre ellos Eurípides, Horacio, Dante Alighieri, William Shakespeare y Alexander Pope. En La Odisea de Homero se presentan los antecedentes de la narrativa del poema, en su undécimo libro, el profeta Tiresias predice que Ulises volvería a Ítaca después de un viaje difícil y, posteriormente, comenzaría uno nuevo y misterioso, sin embargo, moriría pacíficamente, ya que la vaga muerte venía «desde el mar». Al final del poema de Tennyson, Ulises reconoce y contempla cuál es ese nuevo viaje.
A pesar de eso, el personaje de Tennyson no es un amante de los asuntos públicos como el de los poemas de Homero. En cambio, el carácter del Ulises de Infierno, de Dante Alighieri, es la principal fuente de inspiración para el personaje de Tennyson, puesto que tiene un efecto muy importante en la interpretación del poema. El Ulises, de Dante Alighieri, recuerda durante su viaje en el vigésimo sexto canto de Infierno, donde es condenado al Octavo Círculo de los falsos consejeros por usar de mala fe el don de la razón. Dante trata a Ulises, «con su fervor [...]/explore el mundo», como un consejero del mal que ansía la aventura a costa de su familia y de sus responsabilidades en Ítaca. Tennyson proyecta su fervor en el deseo insaciable de Ulises por el conocimiento:

And this gray spirit yearning in desire

To follow knowledge like a sinking star,

Beyond the utmost bound of human thought.
Y este espíritu ya viejo, pero que arde en el deseo

De seguir aprendiendo, como se sigue a una estrella que cae,

Más allá del límite más recóndito del pensamiento humano.

La intención del poeta en recordar el carácter homérico resulta evidente en algunos pasajes. I am become a name (Me he ganado una reputación) lo que recuerda un episodio de La Odisea, en la que Demódoco recita las aventuras de Odiseo, en presencia del rey, quien reconoce su reputación. Con frases como «Allí llama el amplio y oscuro mar» y «[...] Los hondos lamentos son ya de muchas voces», lo que hace pensar que Tennyson estuviera invocando conscientemente a Homero.
Los críticos también han señalado la influencia de Shakespeare en dos encabalgamientos. En la estrofa anterior, la raza salvaje «Que acumula, y duerme, y se alimenta, y no sabe quién soy» hace el eco de un monólogo del Príncipe en Hamlet: «¿Qué es un hombre?, cuyo mejor uso es el aprovechamiento de su tiempo, y ¿dormir y comer?, una bestia, simplemente». El paso de Tennyson «¿Es tan aburrido hacer una pausa para hacer un final?/¿Para hacer que algo saque chispas cuando no brilla en su uso?», hace recordar al Ulises de Shakespeare en Troilo y Crésida (c. 1602).

Perserverance, my dear lord,

Keeps honour bright: to have done is to hang

Quite out of fashion, like a rusty mail,

In monumental mockery.
Perseverancia, mi querido señor,

Mantiene la honra brillante, porque es preciso mantenerla.

Completamente fuera de uso, como un correo oxidado,

En burla monumental.

En la última estrofa de Ulises, uno de los pasajes más conocidos de la poesía inglesa del siglo XIX, presenta la prueba definitiva de la influencia de Dante. Ulises desvía la atención de sí mismo a y de su reino para hablar sobre puertos, mares y sus marineros. Los pasajes de insatisfacción y debilidad en su vejez están presentes durante todo el poema, pero finalmente Tennyson deja a Ulises «esforzarse, buscar, encontrar y no rendirse», rememorando el dantesco condenable deseo por el conocimiento más allá de todos los límites. Las palabras del personaje de Dante al ordenar a sus hombres viajar tienen un paralelismo con las del Ulises de Tennyson, quien apela a sus hombres para que se le uniesen en su último viaje. Citando el Ulises de Dante:

'O brothers', said I, 'who are come despite

Ten thousand perils to the West, let none,

While still our senses hold the vigil slight

Remaining to us ere our course is run,

Be willing to forgo experience

Of the unpeopled world beyond the sun.

Regard your origin,—from whom and whence!

Not to exist like brutes, but made were ye

To follow virtue and intelligence'.
'O hermanos', dije, 'aquellos que vinieron a pesar de
Diez mil peligros al Oeste, no lo permitáis
Mientras nuestros sentidos mantengan un mínimo de vigilia
Permanezcan con nosotros antes de terminar nuestra marcha
Sed deseosos de renunciar a la experiencia
Del mundo despoblado más allá del Sol
No olvidéis vuestros orígenes - ¡de quién y de dónde!
No para existir como bestias, sino que se os ha creado
Para buscar la virtud y la inteligencia'.

Los críticos notaron que en la narración homérica, los marineros originales de Ulises están muertos. Creando así una ironía significativa del discurso de Ulises a sus marineros —«Venid, amigos míos,/No es demasiado tarde para buscar un nuevo mundo». Dado que el Ulises de Dante ya había emprendido su viaje y lo relataba desde el Infierno, el monólogo completo de Ulises puede ser visionado como sus recuerdos desde el infierno.

### Ulises como narrador

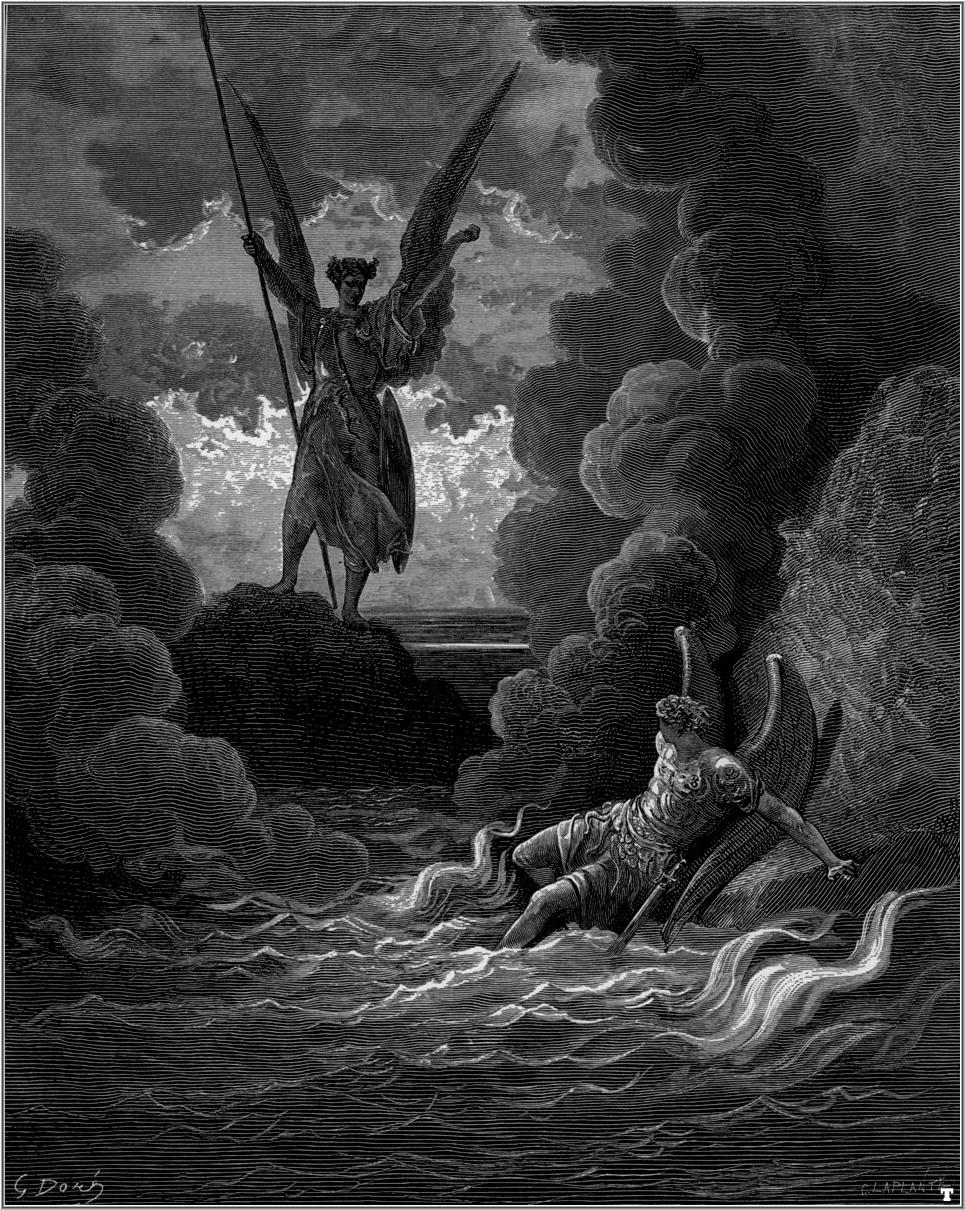
«Satanás asciende del lago de fuego» (1866) por Gustave Doré; una interpretación crítica del poema comparando los sentimientos finales de Ulises con «ninguno aprende a entregarse» de Satanás en el Paraíso, de John Milton.

El grado en que Tennyson se identifica con Ulises ha dado lugar a uno de los grandes debates entre los estudiosos de la poesía. Los críticos creen que Tennyson se identifica con el propio narrador que lee el discurso de Ulises «de manera positiva»; es decir, sin ironía o burlas. Muchas otras interpretaciones del poema se desarrollan a partir del argumento por el que Tennyson no se identifica con Ulises y más críticas han sugerido que las supuestas incoherencias en el personaje de Ulises son, simplemente, errores del propio poeta.
Un aspecto fundamental para la lectura afirmativa de Ulises es el contexto biográfico del poema. Tal lectura tiene en cuenta las declaraciones de Tennyson sobre la escritura del poema —«la necesidad de ir al frente»—, y considera que él no cuestionaría la determinación de Ulises con ironía, dado que él también tuvo que echar mano de tenacidad para salir adelante después de la muerte de Hallam. Ulises es por ello visto como un personaje heroico cuya determinación en la búsqueda de hazañas es de coraje a los ojos de un «apacible hogar» y de la vejez. Tennyson, sin embargo, no favorece una interpretación autobiográfica de sus monólogos.
Hasta inicios del siglo XX, los lectores reaccionaron a Ulises con simpatía. El significado del poema se discutió con mayor intensidad a medida que se elevaba la talla de Tennyson. Después de que Paull F. Baum criticara las incoherencias y la concepción de Tennyson del poema en 1948, la interpretación irónica fue la predominante. Baum ve en Ulises ecos de los héroes imperfectos de Lord Byron, los que, igualmente, muestran emociones contradictorias, la introspección autocrítica, y un rechazo a la responsabilidad social. Hasta los determinantes manifiestos finales de Ulises: «luchar, buscar, encontrar y no rendirse» —algo socavado por la ironía, cuando Baum y otros críticos contemporáneos compararon esta línea con «el coraje para no ceder ni someterse» de Satanás, en el Paradise Lost, de John Milton (1667).
El aparente desdén de Tennyson hacia aquellos que lo rodeaban era otra faceta de la perspectiva irónica. La afirmación de que «se encontraba casado con una mujer anciana» indica su cansancio para dirigir a una «raza eurófica» y sugiere la distancia filosófica de su hijo Telémaco. Una lectura escéptica de la segunda estrofa demuestra un tributo condescendiente para Telémaco y el rechazo de su «lenta prudencia». Entre tanto, los adjetivos usados para describir a Telémaco —«inocente», «educado» y «decente»— son palabras con connotaciones positivas como en otros poemas de Tennyson y de la tradición clásica, donde «inocente» es un atributo para los dioses y los héroes.
El crítico E. J. Chiasson argumenta que en 1954, Ulises no creía en una vida después de la muerte y es que Tennyson utilizó un «método indirecto» para afirmar la falta de fe religiosa de parte de Ulises, debido a la negligencia que presentaba con su reino y sobre todo con su familia. Chiasson considera el poema como «intratable» en el canon de Tennyson, y evita descifrar su entendimiento y su "indirectismo", además, ilustra la convicción de Tennyson quien «hace caso omiso de las sanciones religiosas y presenta todas las cosas como anhelos o rechazos sibaríticos e incluso como brutales de responsabilidad y de la 'vida'».
En otras lecturas irónicas pueden percatarse las ansias de Ulises por rendirse, incluso a la muerte, en su búsqueda propuesta. Al notar el sentimiento pasivo en el poema, los críticos resaltan la tendencia melancólica de Tennyson. T. S. Eliot considera que «Tennyson no podría contar una historia después de todo». Opinó que el Ulises de Dante es más excitante, en tanto que el de Tennyson posee «un humor elegíaco». Ulises carece de una acción narrativa; ya que la meta del héroe es vaga, y, por el último verso del poema, ya que no deja claro porqué es que se encuentra «luchando», o porqué nunca cede a rendirse. Según el estudioso victoriano Herbert Tucker, los personajes de Tennyson «continúan» a través del tiempo y el espacio para ser movidos íntimamente. Para Ulises, la experiencia está «en algún lugar».
| ...an arch wherethro' Gleams that untravell'd world whose margin fades For ever and for ever when I move. | [...] En el arca a través de la cual Brilla aquel mundo inexplorado, de aquel margen que desaparece Para siempre y para siempre cuando sigo. |

## Legado

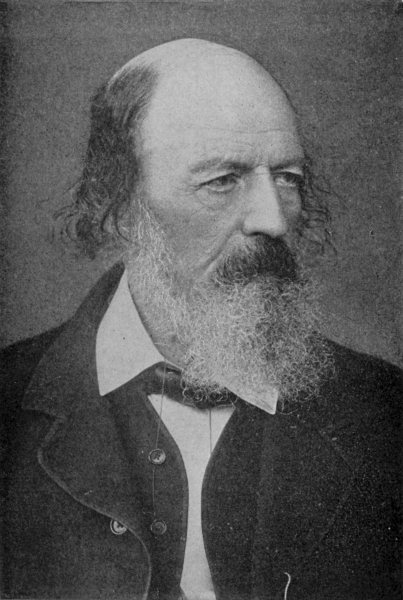
Tennyson, como poeta laureado, se sirvió de versos para promover el Imperio: Ulises ha sido interpretado como un anticipo del concepto de imperialismo.

### Evaluación contemporánea
Las críticas contemporáneas de Ulises fueron positivas y no encontraron ironía en el poema. El autor John Sterling, al igual que Tennyson miembro de los Apóstoles de Cambridge, escribió en Quarterly Review en 1842, «¡Qué grande es 'Ulises'! En esta obra hay un maravilloso tono épico, y una clara y apasionada sabiduría que talla sus inteligentes palabras y elegantes figuras en un mármol pálido, pero duradero». El volumen de poesía de Tennyson de 1842 impresionó al escritor escocés Thomas Carlyle, que citara tres versos de Ulises en una carta escrita en 1842 y dirigida a Tennyson:

[...] It may be that the gulfs will wash us down,

t may be we shall touch the happy Isles

And see the great Achilles whom we knew! [sic]
[...] Puede ser que los golfos nos devoren:

Puede ser que lleguemos a las Islas Felices,

Y veamos al Gran Aquiles, que conocemos

Carlyle comentó, «Estos versos no me entristecen, pero dentro de mí soy todo lágrimas cuando los leo». El escritor y teólogo inglés Richard Holt Hutton resumió el poema como «La amistosa imagen [de Tennyson] del tallado insaciable por una nueva experiencia, proyecto y aventura, bajo el control de una luminosa razón y una voluntad autocontrolada». El poeta contemporáneo Matthew Arnold fue prematuro al observar la ironía narrativa del poema: opinó sobre el discurso de Ulises «lo mínimo en sencillez, lo más en homérico, que se puede concebir. Homero presenta este pensamiento tal y como emana de su mente: El Sr. Tennyson destila cuidadosamente su pensamiento antes de renunciar a él. Así, se crea un alzado y elaborado entorno».

### Canonización
Ulises tuvo una buena acogida por parte de la crítica, aunque su especial consideración dentro de la obra de Tennyson tardara décadas. Tennyson no siempre lo seleccionó en sus antologías de poesía; por otro lado, la obra fue incluida frecuentemente en las antologías didácticas y sigue siéndolo hoy en día. La actual relevancia en la obra de Tennyson es el resultado de dos tendencias, según Matthew Rowlinson, estudioso de Tennyson: el alza de los estudios de la poesía formal inglesa a finales del siglo XIX, y el esfuerzo victoriano para formular una cultura británica que fuera exportable. Argumenta que Ulises forma parte de la prehistoria de un término imperialista que sólo se usa en el lenguaje en 1851. El protagonista suena como un «administrador colonial», y su referencia a la hora de buscar un nuevo mundo (57) se hace eco de la frase «New World», que se acuñara durante el Renacimiento. Si bien Ulises no puede interpretarse abiertamente como imperialista, el trabajo posterior de Tennyson como poeta laureado, en ocasiones, defendió el valor de las Colonias Británicas, o bien fue acusado de jingoísmo. Rowlinson invoca la extensión del teórico marxista Louis Althusser del argumento según el cual la ideología es ahistórica, comentando sobre el poema de Tennyson que «llega antes de una construcción ideológica, pero que hace a la gente nostálgica».

### Legado cultural
En un ensayo de 1929, T. S. Eliot definió Ulises como un «poema perfecto». En el «Gerontion» (1920) de Eliot se puede encontrar un análogo de Ulises. Ambos poemas son narrados por un hombre de avanzada edad contemplando el ocaso de la vida. Un pasaje de «Gerontion» puede interpretarse como un comentario irónico a las líneas introductoras en Ulises:

[...] Rocks, moss, stonecrop, iron, merds.

The woman keeps the kitchen, makes tea,

Sneezes at evening, poking the peevish gutter.

I am an old man,

A dull head among windy places. (13–17)
[...] Rocas, musgo, sedum, hierro, excrementos.

La mujer mantiene la cocina en orden, hace té,

Estornuda por la noche, dando golpes a la irritante cañería.

Soy un anciano,

Un idiota entre sitios insulsos. (13–17)

El poeta italiano Giovanni Pascoli (1855–1912) afirmó que su largo poema lírico L'ultimo viaggio fue un intento de reconciliar la caracterización de Ulises en Dante y tensión con la clásica profecía de que Ulises fallecería «de muerte sueva lejos del mar». El Ulises de Pascoli deja Ítaca para retomar su épico viaje en lugar de comenzar uno nuevo.
Ulises sigue siendo objeto de admiración, incluso a pesar de que el siglo XX trajo nuevas interpretaciones del poema. El profesor de literatura Basil Willey comentó en 1956, «En 'Ulises' se expresa objetivamente la percepción de que tiene que continuar adelante y no perderse en la inacción, a lo largo de la historia clásica y no de forma subjetiva como su experiencia personal. [Tennyson] se aproxima aquí a la perfección de manera que nunca hiciera antes; el poema es impecable en tono de principio a fin; sin rodeos, solemne, libre de una decoración excesiva, y lleno de sentimientos encauzados». 
En la decimoquinta edición de Bartlett's Familiar Quotations (1980) se citan nueve secciones de Ulises, abarcando 36 de las 70 estrofas del poema, en contraste con la novena edición (1981) donde se citaban todas salvos seis.
Muchos lectores encuentran las aclamadas estrofas finales de Ulises como fuente de inspiración. La estrofa final del poema se ha usado como eslogan de escuelas y diversos organismos. Los tres versos finales fueron grabados en una cruz en Observation Hill, en la Antártica, para conmemorar al explorador Robert Falcon Scott y su expedición, que murieran al regresar del Polo Sur en 1912:

[...] One equal temper of heroic hearts,

Made weak by time and fate, but strong in will

To strive, to seek, to find, and not to yield. (68–70)
[...] Un temperamento único de los heroicos corazones,

Debilitado por el tiempo y el destino pero fuerte en voluntad

para esforzarse, buscar, encontrar y no ceder. (68–70)